# Vallo di Milazzo
Il Vallo di Milazzo era uno dei valli (o reali dominii al di là del Faro) in cui era suddivisa la Sicilia in età normanno-sveva. Della sua esistenza si ipotizza già nel periodo islamico, sebbene come suddivisione meramente geografica e non amministrativa. Esso fu un'entità autonoma fino al 1282, quando viene fuso ai Valli di Demena e di Castrogiovanni, per poi diventare nel 1302 una circoscrizione subordinata al territorio di intendenza dello Strategoto di Messina al quale rimarrà fino a diventare comarca nel 1583.

## Etimologia
L'origine etimologica del termine Vallo è stata ampiamente discussa e non esiste una ipotesi definitiva. Genericamente si tende a far risalire il termine da un termine arabo, il più delle volte identificato nel vocabolo wālī (in arabo والى‎?). Tuttavia il termine definisce le magistrature preposte alle province e non le medesime, le quali sono piuttosto chiamate wilāya. Per lo studioso e orientalista Michele Amari vallis sarebbe da interpretarsi come traduzione in lingua latina del termine iqlīm, con significato indistinto nei primi diplomi normanni quale "territorio" e quindi estendibile a qualsiasi città, distretto o provincia. Sulla declinazione del vocabolo invece si concorda per l'uso al maschile distinguendolo dal lemma valle che comunque avrebbe ben diversa origine, sebbene non manchino errate attribuzioni del termine.
Il Vallo prende nome dal castello di Milazzo, già sede dell'ikrim musulmano e sede degli uffici normanno-svevi.

## Storia

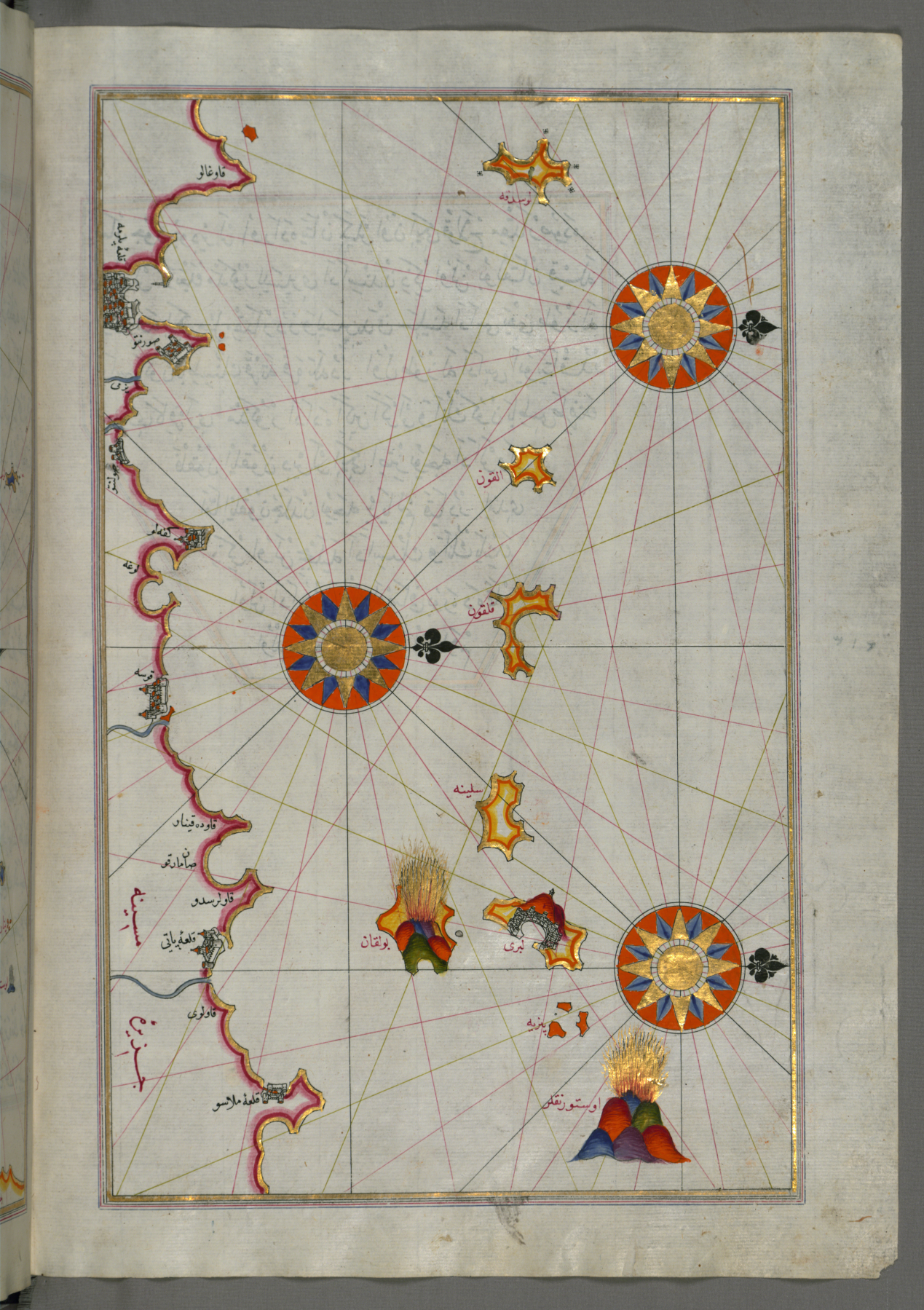
Folio attribuito al cartografo turco Piri Reìs (1465 ca.-1555 ca.). Viene rappresentata la costa settentrionale della Sicilia, da Milasu (Milazzo) a Palermo.

Il castello di Milazzo fu in età bizantina uno dei punti nevralgici del Thema di Sikelia. La difendibilità del suo porto lo rendeva un importante centro direzionale. Secondo Guglielmo Capozzo, conquistata la Sicilia, i Saraceni ripartirono l'isola in tre "grandi valli", le quali, a loro volta, erano suddivise in più distretti, governati da funzionari detti Alcaidi, mentre furono lasciate inalterate le funzioni degli strateghi, magistrati introdotti dai Bizantini. I Saraceni, inoltre, introdussero, dislocati in diverse aree dell'isola, dei funzionari subalterni, i Gaiti e i Gadì. Uno dei distretti o divisiones - entità analoghe agli alfoz andalusi - fu quello di Milazzo, istituito poco dopo la caduta della città nell'843 per mano di Fadhl Ibn Giàfar. La divisione amministrativa e il corpo legislativo saraceni, sebbene in parte modificato, furono mantenuto dai normanni, dopo che assunsero la sovranità dell'isola.
Sul Vallo di Milazzo però non c'è unanimità riguardo alle sue più antiche funzioni in età normanna. Il Gregorio ritenne che esso fu - come il Vallo di Girgenti - una entità esclusivamente geografica, lo storico Giuseppe Piaggia sostenne fosse errata la generale convinzione secondo la quale in epoca araba esistesse un Vallo di Milazzo, inteso come unità politico-amministrativa. Egli, infatti, riporta che Milazzo oppose una strenua resistenza alla conquista musulmana e, in virtù di tale assunto, ritiene improbabile che, una volta preso il controllo della città, gli arabi l'avessero voluta gratificare elevandola a capoluogo. In sostanza, il Piaggia ritiene che il Vallo di Milazzo, in età araba, fosse esclusivamente una circoscrizione militare del Val Demone entro i quali confini esso si veniva a trovare.
In età normanna gran parte delle terre comprese nel Vallo di Milazzo fu concessa in feudo da Ruggero I a Goffredo Burrello, commilitone del normanno. Tale disposizione del sovrano comportò, di fatto, la soppressione della circoscrizione islamica ipotizzata (essa fosse militare o meno). Sebbene in alcuni diplomi del conte normanno compaiano riferimenti a piano, vallo, tenimento o territorio di Milazzo, tali definizioni non consentono di congetturare che facessero riferimento ad una entità politico-amministrativa governata da un magistrato con sede in detta città. Soppressa la circoscrizione militare il toponimo Vallo di Milazzo sopravvisse, comunque, nel tempo, assumendo probabilmente valenza esclusivamente geografica e fu atto ad indicare i territori (una volta ricompresi nel vallo) in prossimità della città. Alla morte di Goffredo Burrello, che aveva in feudo il territorio di Milazzo, la città e i suoi dintorni divennero demaniali. Durante il regno di Ruggero II, il territorio del Vallo di Milazzo passò sotto la giurisdizione dello Strategoto di Messina. In un diploma del 1217 Milazzo appare a capo di un giustizierato il quale ha la stessa funzione amministrativa in campo di giustizia del Vallo - forse fondato con la prima organizzazione del Regno sorto nel 1130 - e nel 1231 esso diventa una circoscrizione della provincia della Sicilia citra flumen Salsum prevista da Federico II.
Mediante le costituzioni di Melfi, infatti, Federico suddivise il regno in due macroaree, assumendo quale riferimento la città calabrese di Roseto, che fungeva da confine, di conseguenza, la Sicilia e la Calabria costituirono la prima di tali aree con alla guida un Gran Giustiziere o Maestro Giustiziere. L'area siculo-calabrese fu ripartita in quattro giustizierati, due peninsulari e due isolani. In Sicilia, seguendo l'antica e naturale divisione dell'isola fatta dai due fiumi Imera, istituì il giustizierato Sicilia citra flumen Salsum e il giustizierato Sicilia ultra flumen Salsum, usando il Faro (Messina) come riferimento, sicché la prima (al di qua del fiume Salso) costituiva la regione orientale. In tale territorio, l'amministrazione e la riscossione dei tributi fu affidata da Federico II al secreto, funzionario di nomina regia, che risiedeva in Messina e aveva competenza sulla Sicilia al di qua del Salso, sul giustizierato di Calabria e sulla Val di Crati e Terra Giordana. Questo accentramento tuttavia non cancellò del tutto le strutture amministrative locali che anzi mantennero le loro espansioni territoriali, ma ne cambiò principalmente la funzione. I cinque valli di Demena, di Castrogiovanni, di Noto, di Mazara, di Milazzo mantennero il titolo, ma cambiarono funzione divenendo sede dunque di sotto-circoscrizioni giudiziarie.
A seguito della Guerra del Vespro, dopo il 1282, Pietro I divise il suo regno in sette giustizierati, accorpando in tal modo i territori controllati da Milazzo con il Vallo di Castrogiovanni e con il Val Demone. In un diploma del 1302 appare nuovamente la menzione del Vallo di Milazzo, forse facente parte di una delle concessioni fatte da Giacomo II alla città. Tuttavia il Vallo viene soppresso e inglobato nuovamente al territorio di pertinenza dello stratigoto di Messina come concessione a quest'ultima nel medesimo anno da parte di Federico III. Il Piaggia ipotizzò che la Sicilia sotto Federico III fosse ripartita in quattro valli - Vallo di Mazara, Vallo di Agrigento, Val di Noto e Val Demone (o di Castrogiovanni) - a loro volta ripartiti in unità più piccole che lo storico definisce "distretti". I valli erano affidati a giustizieri provinciali, mentre i distretti erano affidati a giustizieri locali. Il Vallo di Milazzo pertanto, fuso nell'intendenza di Messina, viene ridotto a distretto a partire dal 1302.
La riforma amministrativa del 1583 operata dal viceré Marcantonio Colonna ridusse il numero di valli a tre (di Demena, di Mazara, di Noto) e istituì delle forme amministrative territoriali di minore estensione definite comarche. In questa operazione il Vallo di Milazzo, fin qui pur mantenendo la propria denominazione era ancora sottoscrizione dell'intendenza di Messina, diviene capoluogo dell'omonima comarca. Altri autori sostengono che le comarche fecero perdere qualsiasi valore amministrativo ai valli, i quali finirono per diventare pure espressioni geografiche. Prova di tale ipotesi sarebbe da ricercare anche nella non corrispondenza dei confini dei valli con quelli delle comarche, che erano sovrapponibili solo in alcuni punti. Tale posizione ammetterebbe una certa autonomia amministrativa della comarca di Milazzo, estinta comunque con l'istituzione del distretto di Messina, sotto-circoscrizione della Provincia di Messina a seguito della riforma del 1812, che la assorbì definitivamente.

## Localizzazione
Comprendente il circondario di Milazzo, il Vallo dovette essere una delle entità amministrative meno estese che assunsero in Sicilia tale denominazione. Il territorio, costituito dalla penisola di Capo Milazzo e da parte del territorio interno fino ai Nebrodi. Per tutta la durata del giustizierato e del Vallo fu Milazzo il solo capoluogo, fino comunque al suo pieno assorbimento nell'intendenza di Messina. Dopo la Costituzione siciliana del 1812 Milazzo è ancora nel territorio messinese, mentre parte degli antichi terreni ad esso concesso ricadono nel distretto di Castroreale, già parte dell'ex Vallo.

## Geografia
Geologicamente l'area è formata da sabbie e conglomerati, con monti costituiti da calcareniti. Zona molto boscosa ha in Milazzo la principale conurbazione, mentre altre piccole entità urbane, costituiti da piccoli villaggi dall'impianto ancora medioevale, si trovano nell'entroterra. Gran parte del Vallo era costituito dalla penisola di Capo Milazzo, cosicché fosse in proporzione il vallo con maggiore superficie costiera in rapporto all'estensione del vallo stesso.